# Antonio Romeo
Nicola Antonio Romeo (Siderno, 8 juli 1863 – onbekend ) was een Italiaans componist en dirigent. Hij was een zoon van het echtpaar Vincenzo Romeo en Maria Fragomeni.

## Levensloop
Romeo studeerde in Napels aan het Conservatorio di San Pietro a Majella di Napoli onder andere harmonie, contrapunt en compositie bij Fortucci Serrão en piano bij Luigi Romaniello en Negri. Opgeroepen van het militair zette hij zijn studie voort bij Amadeo Amadei, toen kapelmeester van de Banda del 73° Reggimento Fanteria. Bij hem leerde hij instrumentatie en compositie voor harmonieorkest en militaire kapellen.
Nadat hij weer in de familie terug was, kon hij met een studiebeurs en steun van zijn oom Monsignor Varano drie jaar kerkmuziek gaan studeren bij Pietro Platania. In deze tijd schreef hij verschillende kerkmuziekwerken voor solisten, gemengd koor en orkest, die vooral in de regio van Napels veel uitgevoerd werden. Vanzelfsprekend heeft hij toen ook voor banda's gecomponeerd, bijvoorbeeld de Banda Casoria en de Banda Municipal. Op Sicilië was hij dirigent van de harmonieorkesten in Lercara Friddi, "San Angelo" in Brolo en in Naso (Italië). Na het behalen van het kapelmeester-diploma werd hij dirigent van de Bande del Regio Esercito en van de Militaire kapel van het 58e Infanterie-Regiment in Cagliari. In augustus 1908 vertrok hij met zijn familie naar Messina en werd aldaar dirigent van de Militaire kapel van de garnizoen van het 83e Infanterie-Regiment. Als door een wonder ontkwam hij met zijn familie van de verschrikkelijke aardbeving en tsunami van 28 december 1908 in Messina. Na de reorganisatie van de regimenten in Messina na deze aardbeving werd hij dirigent van de militaire kapel van het 3e infanterie regiment.
Zo als het toen "en vogue" was, bewerkte hij ook een groot aantal werken vanuit der klassieke symfonische en opera wereld, zoals Fantasia sull’opera “Turandot” van Giacomo Puccini; Preludio e Morte d’Isotta van Richard Wagner; Acquerelli - Suite sinfonia, Sagra dei Morte en Tre Miniature per i piccoli van Francesco Santoliquido; Suite de ballet van André Ernest Modeste Grétry; Convento veneziano van Alfredo Casella; ouverture tot Baruffe chiozzote van Leone Sinigaglia; delen uit de Symfonie nr. 4 van Robert Schumann; delen uit de Symfonie nr. 3 van Anton Bruckner; Sigurd Sinfonia di Reyer, ouverture tot La sposa venduta (De Verkochte Bruid) van Bedřich Smetana; Nelle steppe dell’Asia Centrale (In de steppen van Centraal-Azië), van Aleksander Borodin; Till Eulenspiegel poema sinfonico, van Richard Strauss; Don Giovanni (Don Juan) poema sinfonico, van Richard Strauss; Rondo capriccioso van Felix Mendelssohn Bartholdy; Sinfonia Giocosa en Sinfonia di Festa van Ricci Signorini; Rapsodie,  Adagio del III quartetto van  Lorenzo Perosi; Valse triste van Jean Sibelius; Danze persiane dall’opera "Kovancina" van Modest Mussorgsky en Andante uit de Sonate, op. 28 van Ludwig van Beethoven.
Romeo was docent en later professor aan het Conservatorio di Musica "Vincenzo Bellini" di Palermo in Palermo.

## Composities

### Werken voor harmonieorkest
- Da Tripoli a Vittorio Veneto
- Fantasia Militare
- Sinfonia Messina
- Rapsodie napoletane